# 耶拉恩杜尔
耶拉恩杜尔（Yelandur），是印度卡纳塔克邦Chamarajanagar县的一个城镇。总人口8583（2001年）。

## 人口
该地2001年总人口8583人，其中男性4404人，女性4179人；0—6岁人口877人，其中男455人，女422人；识字率57.88%，其中男性为65.24%，女性为50.13%。